# Alexander Duff, I duca di Fife
Alexander William George Duff, I duca di Fife (Edimburgo, 10 novembre 1849 – Assuan, 29 gennaio 1912), è stato un nobile britannico.

## Biografia
Era il figlio di James Duff, V conte di Fife (nipote del III conte Fife ed erede di suo zio, il IV conte Fife) e di sua moglie, Lady Agnes Hay, seconda figlia del XVIII conte di Erroll e di Lady Elizabeth FitzClarence (una figlia illegittima di Guglielmo IV). Studiò a Eton.

## Carriera politica e diplomatica
Fu deputato per l'Elginshire e il Nairnshire (1874-1879). Il 7 agosto 1879 successe al padre tra i pari d'Irlanda (solo come barone Skene nei pari del Regno Unito, titolo che gli diede un posto alla Camera dei lord). Servì sotto William Ewart Gladstone come capitano del Corpo parlamentare dei Gentlemen-at-Arms (1880-1881), e poi in missione speciale diplomatica il re Alberto di Sassonia nel 1882. È stato anche Lord luogotenente dell'Elginshire (1872-1902), e nel 1885 la regina Vittoria lo creò conte di Fife anche nei pari inglesi.

## Matrimonio
Sposò il 27 luglio 1889 la principessa reale Luisa, la figlia maggiore degli allora principe Edoardo e principessa Alessandra del Galles, nella cappella privata di Buckingham Palace. Erano cugini di terzo grado, in quanto entrambi discendenti di Giorgio III. Due giorni dopo il matrimonio la regina nominò Alexander Duca di Fife e Marchese di Macduff, nella contea di Banff, nei pari del Regno Unito.
La coppia ebbe tre figli:
- Alastair Duff, marchese di Macduff (1890);
- Lady Alexandra Duff (17 maggio 1891-26 febbraio 1959), sposò il cugino di primo grado, il principe Arturo di Connaught (13 gennaio 1883-12 settembre 1938), ebbero un figlio;
- Lady Maud Duff (3 aprile 1893-14 dicembre 1945), sposò Charles Carnegie, XI conte di Southesk, ebbero un figlio.

## Morte

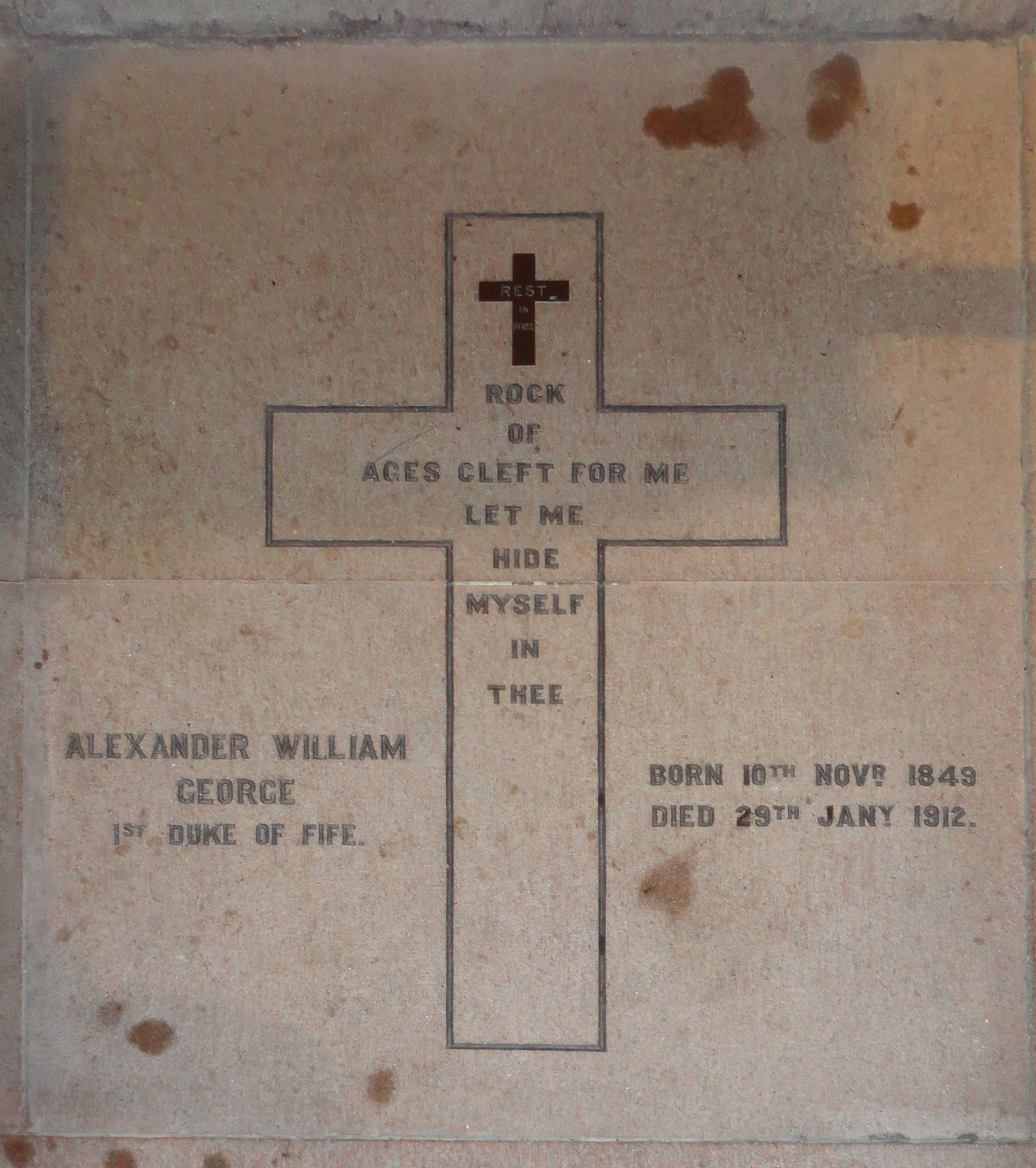
Braemar, Mar Lodge Estate, St Ninian's Chapel - Tomba del I duca di Fife (1849–1912)

Nel dicembre del 1911 il duca e la sua famiglia navigavano verso l'Egitto sulla SS Delhi. Tuttavia la nave s'inabissò al largo della costa del Marocco, e i Duff rimasero per molte ore in acqua prima di essere tratti in salvo. Anche se né uscì illeso, il duca s'indebolì e presto si ammalò di pleurite. Morì a Assuan, in Egitto, il 29 gennaio 1912, e la sua figlia maggiore Alexandra gli successe nel titolo ducale, diventando II duchessa di Fife e contessa di Macduff nel suo pieno diritto. Il duca Alexander è stato sepolto nella cappella privata del mausoleo di Mar Lodge, a Braemar, nell'Aberdeenshire.

## Ascendenza
|                                           |                                   |                                                                              | Genitori                                                                    |  |  | Nonni |  |  | Bisnonni                          |  |  | Trisnonni                     |  |
|                                           |                                   |                                                                              |                                                                             |  |  |       |  |  | Alexander Duff, III conte di Fife |  |  | William Duff, I conte di Fife |  |
|                                           |                                   |                                                                              |                                                                             |  |  |       |  |  | Alexander Duff, III conte di Fife |  |  | William Duff, I conte di Fife |  |
|                                           |                                   | Jean Grant                                                                   |                                                                             |  |  |       |  |  | Alexander Duff, III conte di Fife |  |  |                               |  |
| lord Alexander Duff                       |                                   |                                                                              |                                                                             |  |  |       |  |  | Alexander Duff, III conte di Fife |  |  |                               |  |
|                                           |                                   | Mary Skene                                                                   | George Skene                                                                |  |  |       |  |  |                                   |  |  |                               |  |
|                                           |                                   | Mary Skene                                                                   | George Skene                                                                |  |  |       |  |  |                                   |  |  |                               |  |
|                                           |                                   | Mary Skene                                                                   | Mary Forbes                                                                 |  |  |       |  |  |                                   |  |  |                               |  |
| James Duff, V conte di Fife               |                                   | Mary Skene                                                                   |                                                                             |  |  |       |  |  |                                   |  |  |                               |  |
|                                           |                                   | James Stein                                                                  | John Stein                                                                  |  |  |       |  |  |                                   |  |  |                               |  |
|                                           |                                   | James Stein                                                                  | John Stein                                                                  |  |  |       |  |  |                                   |  |  |                               |  |
|                                           |                                   | James Stein                                                                  | Margaret Magdalen Caldom                                                    |  |  |       |  |  |                                   |  |  |                               |  |
| Anne Stein                                |                                   | James Stein                                                                  |                                                                             |  |  |       |  |  |                                   |  |  |                               |  |
|                                           |                                   | Catherine Buchanan                                                           | John Buchanan                                                               |  |  |       |  |  |                                   |  |  |                               |  |
|                                           |                                   | Catherine Buchanan                                                           | John Buchanan                                                               |  |  |       |  |  |                                   |  |  |                               |  |
|                                           |                                   | Catherine Buchanan                                                           | Jean Harley                                                                 |  |  |       |  |  |                                   |  |  |                               |  |
| Alexander Duff, I duca di Fife            |                                   | Catherine Buchanan                                                           |                                                                             |  |  |       |  |  |                                   |  |  |                               |  |
|                                           | William Hay, XVII conte di Erroll | James Hay, XV conte di Erroll                                                |                                                                             |  |  |       |  |  |                                   |  |  |                               |  |
|                                           | William Hay, XVII conte di Erroll | James Hay, XV conte di Erroll                                                |                                                                             |  |  |       |  |  |                                   |  |  |                               |  |
|                                           | William Hay, XVII conte di Erroll | Isabella Carr                                                                |                                                                             |  |  |       |  |  |                                   |  |  |                               |  |
| William George Hay, XVIII conte di Erroll | William Hay, XVII conte di Erroll |                                                                              |                                                                             |  |  |       |  |  |                                   |  |  |                               |  |
|                                           |                                   | Alicia Eliot                                                                 | Samuel Eliot                                                                |  |  |       |  |  |                                   |  |  |                               |  |
|                                           |                                   | Alicia Eliot                                                                 | Samuel Eliot                                                                |  |  |       |  |  |                                   |  |  |                               |  |
|                                           |                                   | Alicia Eliot                                                                 | Alice Byam                                                                  |  |  |       |  |  |                                   |  |  |                               |  |
| lady Agnes Hay                            |                                   | Alicia Eliot                                                                 |                                                                             |  |  |       |  |  |                                   |  |  |                               |  |
|                                           |                                   | Guglielmo IV, re del Regno Unito di Gran Bretagna e Irlanda e re di Hannover | Giorgio III, re del Regno Unito di Gran Bretagna e Irlanda e re di Hannover |  |  |       |  |  |                                   |  |  |                               |  |
|                                           |                                   | Guglielmo IV, re del Regno Unito di Gran Bretagna e Irlanda e re di Hannover | Giorgio III, re del Regno Unito di Gran Bretagna e Irlanda e re di Hannover |  |  |       |  |  |                                   |  |  |                               |  |
|                                           |                                   | Guglielmo IV, re del Regno Unito di Gran Bretagna e Irlanda e re di Hannover | Carlotta di Meclemburgo-Strelitz                                            |  |  |       |  |  |                                   |  |  |                               |  |
| lady Elizabeth FitzClarence               |                                   | Guglielmo IV, re del Regno Unito di Gran Bretagna e Irlanda e re di Hannover |                                                                             |  |  |       |  |  |                                   |  |  |                               |  |
|                                           |                                   | Dorothea Jordan                                                              | Francis Bland                                                               |  |  |       |  |  |                                   |  |  |                               |  |
|                                           |                                   | Dorothea Jordan                                                              | Francis Bland                                                               |  |  |       |  |  |                                   |  |  |                               |  |
|                                           |                                   | Dorothea Jordan                                                              | Grace Phillips                                                              |  |  |       |  |  |                                   |  |  |                               |  |
|                                           |                                   | Dorothea Jordan                                                              |                                                                             |  |  |       |  |  |                                   |  |  |                               |  |